# Stazione di Roma Casilina
Stazione di Roma Casilina vasútállomás Olaszországban, Róma településen.

## Vasútvonalak
Az állomást az alábbi vasútvonalak érintik:
- Róma–Formia–Nápoly-vasútvonal

## Kapcsolódó állomások
A vasútállomáshoz az alábbi állomások vannak a legközelebb:
- Stazione di Capannelle
- Stazione di Roma Termini
- Stazione di Torricola